# THW Kiel

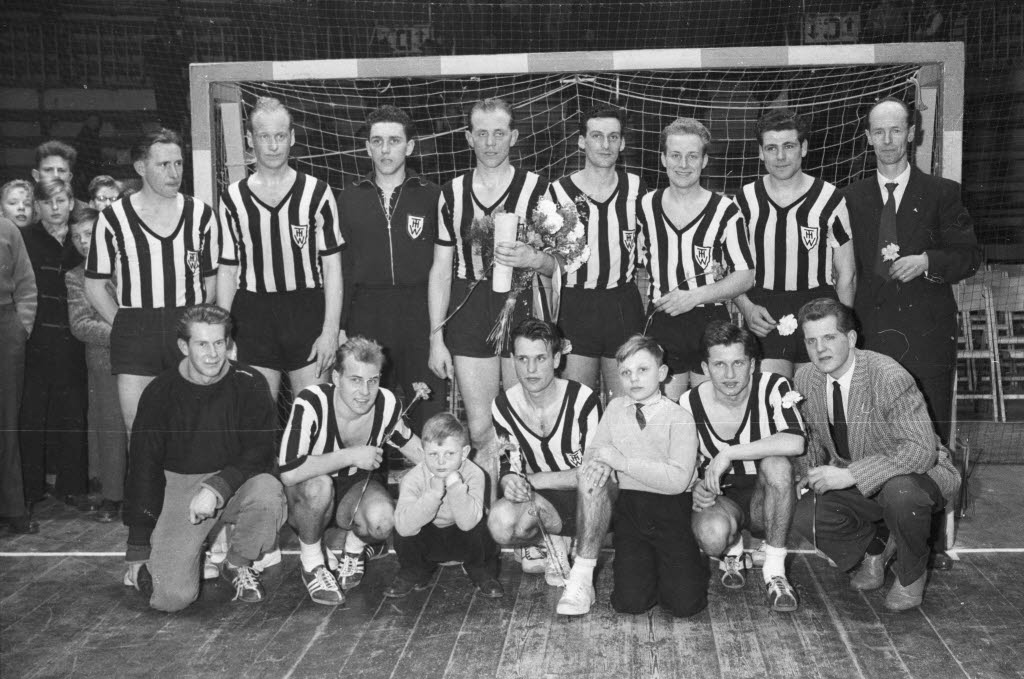
THW Kiels spelartrupp 1957, efter att ha säkrat lagets första mästartitel.

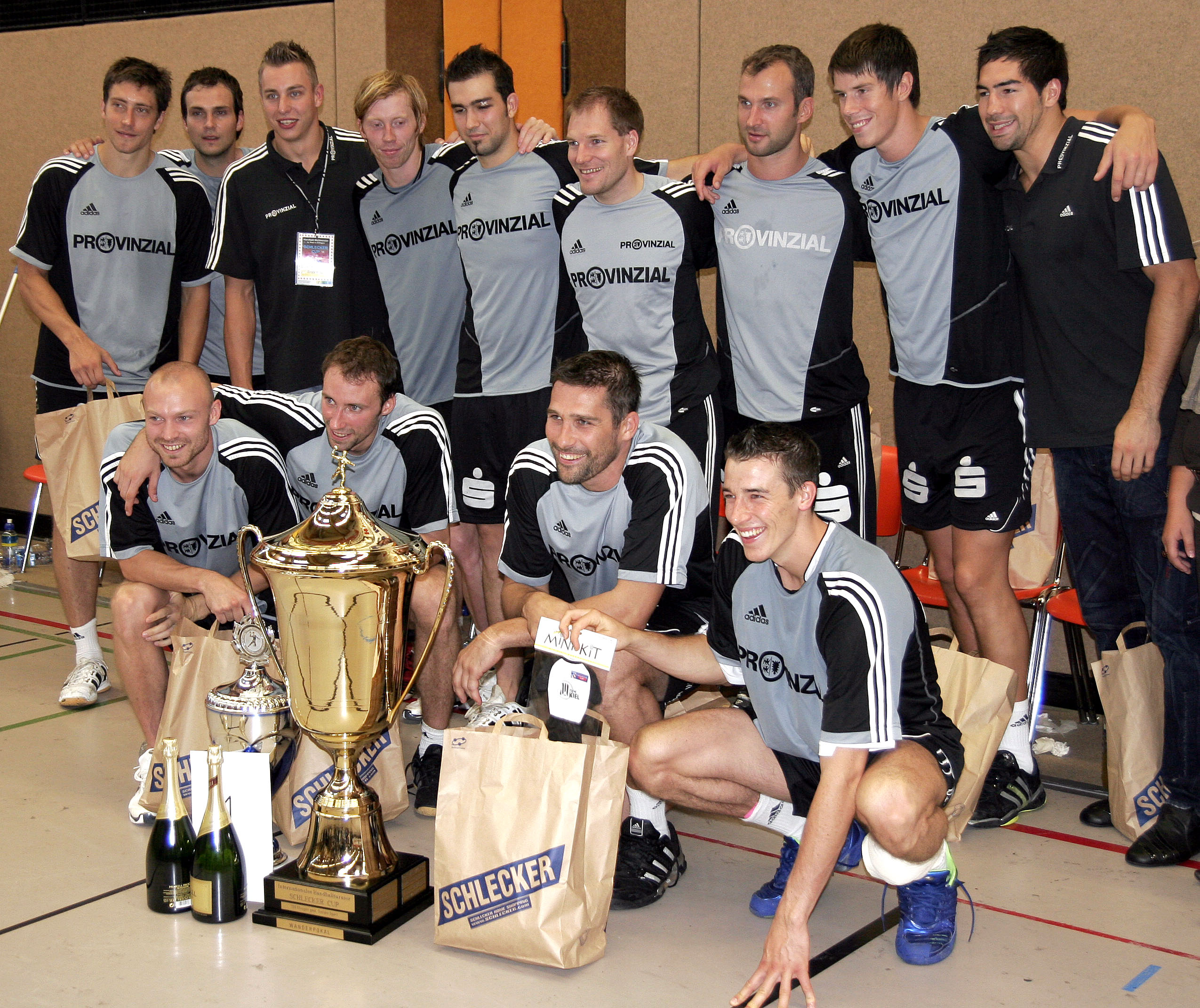
THW Kiels spelartrupp 2007. Fem svenska spelare är med på bilden: Marcus Ahlm, Mattias Andersson, Kim Andersson, Henrik Lundström och Stefan Lövgren.

THW Kiel är en tysk handbollsklubb från Kiel i Schleswig-Holstein, som spelar i Bundesliga och har Wunderino Arena som sin hemmaarena. Huvudföreningen (Turnverein Hassee-Winterbek e.V. von 1904) bildades den 4 februari 1904. Den 1 juli 1992 ombildades den till att herrelitlaget blev en fristående förening (THW Kiel Handball-Bundesliga GmbH & Co KG). Laget har rekordet i tyska mästerskapstitlar, med 23 stycken inomhus och två utomhus (1948 och 1950). Den första mästartiteln inomhus togs 1957 och den senaste 2023.
Från mitten av 1990-talet till mitten av 2010-talet dominerade THW Kiel den tyska klubbhandbollen och nådde även stora framgångar internationellt, med flera europeiska titlar, framför allt i Champions League. Lagets stora dominans har mattats något, i konkurrensen med framför allt den lokala ärkerivalen SG Flensburg-Handewitt, Rhein-Neckar Löwen och under en period HSV Hamburg innan Hamburg 2015 gick i konkurs och ombildades.

## Historia
Turnverein Hassee-Winterbek Kiel grundades den 4 februari 1904 som en gymnastikförening. 1923 startade handbollssektionen och sedan 1992 är THW Kiel ett eget företag, helt skilt från den ursprungliga föreningen.
1993 hade THW Kiel aldrig tidigare vunnit Handball-Bundesliga sedan den infördes 1966. Samma år värvades Zvonimir "Noka" Serdarušić som ny huvudtränare i THW Kiel från SG Flensburg-Handewitt. Uwe Schwenker hade temporärt innehaft rollen under andra halvan av säsongen 1992/1993 efter att Holger Oertel avslutat sitt uppdrag i december 1992.
Serdarušić första säsong, 1993/1994, blev startskottet för klubbens mest framgångsrika period dittills. Under Serdarušić tid som huvudtränare 1993–2008 vann laget bl.a. Handball-Bundesliga elva gånger, DHB-Pokal fem gånger, EHF-cupen tre gånger och EHF Champions League en gång. Då Serdarušić tvingades lämna klubben gjorde han det när klubben stod på sin dittills högsta idrottsliga topp någonsin.
Inför säsongen 2008/2009 rekryterade klubben nytt blod i ledarstaben. Den isländske tränaren Alfreð Gíslason värvades från VfL Gummersbach som ersättare för Serdarušić och våren 2009 anställdes Uli Derad för att dela rollen som general manager med Sabine Holdorf-Schust som också var ny i denna roll. Holdorf-Schust hade dessförinnan varit "office manager" i klubben sedan 1999. De båda ersatte Uwe Schwenker som även han tvingades lämna klubben.
Laget vann med Gíslason som huvudtränare Handball-Bundesliga tre gånger och även vunnit andra titlar som till exempel EHF Champions League 2010 och 2012. THW Kiel vann samtliga bundesligamatcher under säsongen 2011/2012, en bedrift som inget annat lag hade lyckats med dessförinnan.
2020 vann laget både Champions League och Bundesliga med Filip Jícha som huvudtränare.

## Spelartruppen 2023/24
| Nr | Land      | Pos | Namn                   |
| -- | --------- | --- | ---------------------- |
| 16 | Tjeckien  | MV  | Tomáš Mrkva            |
| 34 | Frankrike | MV  | Samir Bellahcene       |
| 57 | Frankrike | MV  | Vincent Gérard         |
| 3  | Tyskland  | H6  | Sven Ehrig             |
| 4  | Kroatien  | M9  | Domagoj Duvnjak        |
| 6  | Norge     | H9  | Harald Reinkind        |
| 7  | Danmark   | V6  | Magnus Landin Jacobsen |
| 8  | Tyskland  | V9  | Ben Battermann         |
| 11 | Norge     | M6  | Petter Øverby          |
| 13 | Tyskland  | H9  | Steffen Weinhold       |
| 17 | Tyskland  | M6  | Patrick Wiencek        |

| Nr | Land      | Pos | Namn                       |
| -- | --------- | --- | -------------------------- |
| 18 | Sverige   | H6  | Niclas Ekberg              |
| 19 | Tyskland  | H9  | Henri Pabst                |
| 21 | Sverige   | V9  | Eric Johansson             |
| 23 | Tyskland  | V6  | Rune Dahmke                |
| 28 | Spanien   | H9  | Eduardo Gurbindo           |
| 31 | Tyskland  | V9  | Luca Schwormstede          |
| 49 | Sverige   | V9  | Karl Wallinius             |
| 53 | Österrike | V9  | Nikola Bilyk               |
| 61 | Tyskland  | M6  | Hendrik Pekeler            |
| 71 | Färöarna  | M9  | Elias Ellefsen á Skipagøtu |

## Meriter
- Tyska mästare 
1957, 1962, 1963, 1994, 1995, 1996, 1998, 1999, 2000, 2002, 2005, 2006, 2007, 2008, 2009, 2010, 2012, 2013, 2014, 2015, 2020, 2021, 2023
- Tyska utomhusmästare
1948, 1950
- Tyska cupmästare
1998, 1999, 2000, 2007, 2008, 2009, 2011, 2012, 2013, 2017, 2019, 2022
- Tyska supercupmästare
1995, 1998, 2005, 2007, 2008, 2011, 2012, 2014, 2015, 2020, 2021, 2022, 2023
- Champions League-mästare
2007, 2010, 2012, 2020
- EHF-cupmästare
1998, 2002, 2004
- IHF Super Globe-vinnare
2011

## Svenskar i laget
Sedan 1990-talet har många svenskar spelat för THW Kiel. Flera av dem har varit framgångsrika, men de som har lämnat störst avtryck i klubben efter sina avslutade karriärer är förmodligen Magnus Wislander, Stefan Lövgren och Marcus Ahlm. Alla tre har varit lagkapten för THW Kiel (Wislander 1992–2001, Lövgren 2001–2009, Marcus Ahlm 2009–2013) och alla tre tillägnades en hyllningsmatch innan de lämnade klubben, vilket klubben bara har gjort i ytterst få fall. Niclas Ekberg blev i oktober 2021 THW Kiels bästa målskytt genom tiderna i Bundesliga.

## Spelare i urval
- Marcus Ahlm (2003–2013)
- Kim Andersson (2005–2012)
- Mattias Andersson (2001–2008)
- Robert Arrhenius (2010)
- Martin Boquist (2003–2005)
- Steinar Ege (1999–2003, 2015)
- Niclas Ekberg (2012–2024)
- Jonas Ernelind (2000–2001)
- Emil Frend Öfors (2017–2018)
- Henning Fritz (2001–2007)
- Peter Gentzel (2009–2010)
- Momir Ilić (2009–2013)
- Nikolaj Jacobsen (1998–2004)
- Filip Jícha (2007–2015)
- Eric Johansson (2022–)
- Nikola Karabatić (2005–2009)
- Tobias Karlsson (2006)
- Vid Kavtičnik (2005–2009)
- Dominik Klein (2006–2016)
- Thomas Knorr (1992–1998)
- Niklas Landin (2015–2023)
- Rasmus Lauge (2013–2015)
- Pelle Linders (2005–2007)
- Demetrio Lozano (2001–2004)
- Herdeiro Lucau (2008)
- Børge Lund (2007–2010)
- Henrik Lundström (2004–2012, 2015)
- Stefan Lövgren (1999–2009)
- Daniel Narcisse (2009–2013)
- Lukas Nilsson (2016–2020)
- Staffan Olsson (1996–2003)
- Thierry Omeyer (2006–2013)
- Andreas Palicka (2008–2015)
- Aron Pálmarsson (2009–2015)
- Nenad Peruničić (1997–2001)
- Klaus-Dieter Petersen (1993–2008)
- Johan Petersson (2001–2005)
- Sander Sagosen (2020–2023)
- Uwe Schwenker (1980–1992)
- Johan Sjöstrand (2013–2015)
- Goran Stojanović (1996–1999)
- Oskar Sunnefeldt (2020–2021)
- Marko Vujin (2012–2019)
- Karl Wallinius (2022–2024)
- Magnus Wislander (1990–2002)
- Andreas Wolff (2016–2019)
- Christian Zeitz (2003–2014, 2016–2018)

## Statistik
Bundesligarekord som innehas av THW Kiel
- Flest vinster i rad: 40 (maj 2011–sep 2012)
- Flest bortavinster i rad: 21 (maj 2011–sep 2012)
- Flest matcher i rad obesegrad: 51 (maj 2011–nov 2012)
- Flest bortamatcher i rad obesegrad: 28
- Obesegrad under ett helt kalenderår: 33 matcher
- Målrikaste matchen: 88 mål mot SC Magdeburg den 20 december 2005
- Flest mål i en hemmamatch: 54–34 mot SC Magdeburg den 20 december 2005
- Flest mål i en bortamatch: 25–47 mot GWD Minden den 10 mars 2004

Klubbrekord i Bundesliga
- Flest matcher: Michael Krieter, 415 matcher
- Flest mål: Niclas Ekberg, 1 525 mål (624 på straff)
- Flest straffmål: Niclas Ekberg 624 straffmål
- Flest mål i en match: Stefan Lövgren 18 (varav 8 straffar), den 13 september 2008 mot Rhein-Neckar Löwen

## Galleri

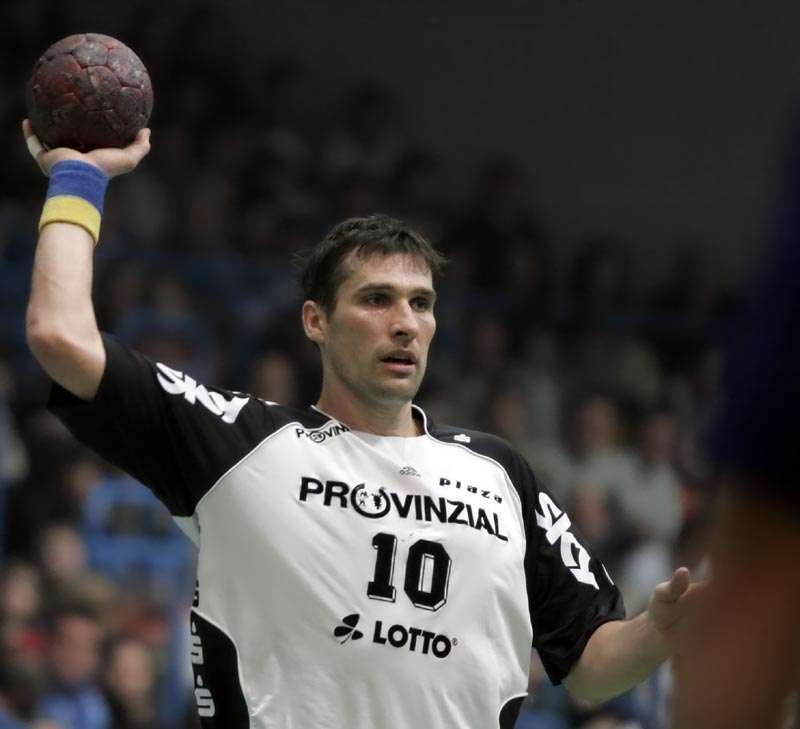
Stefan Lövgren var lagkapten i THW Kiel mellan 2001 och 2009.
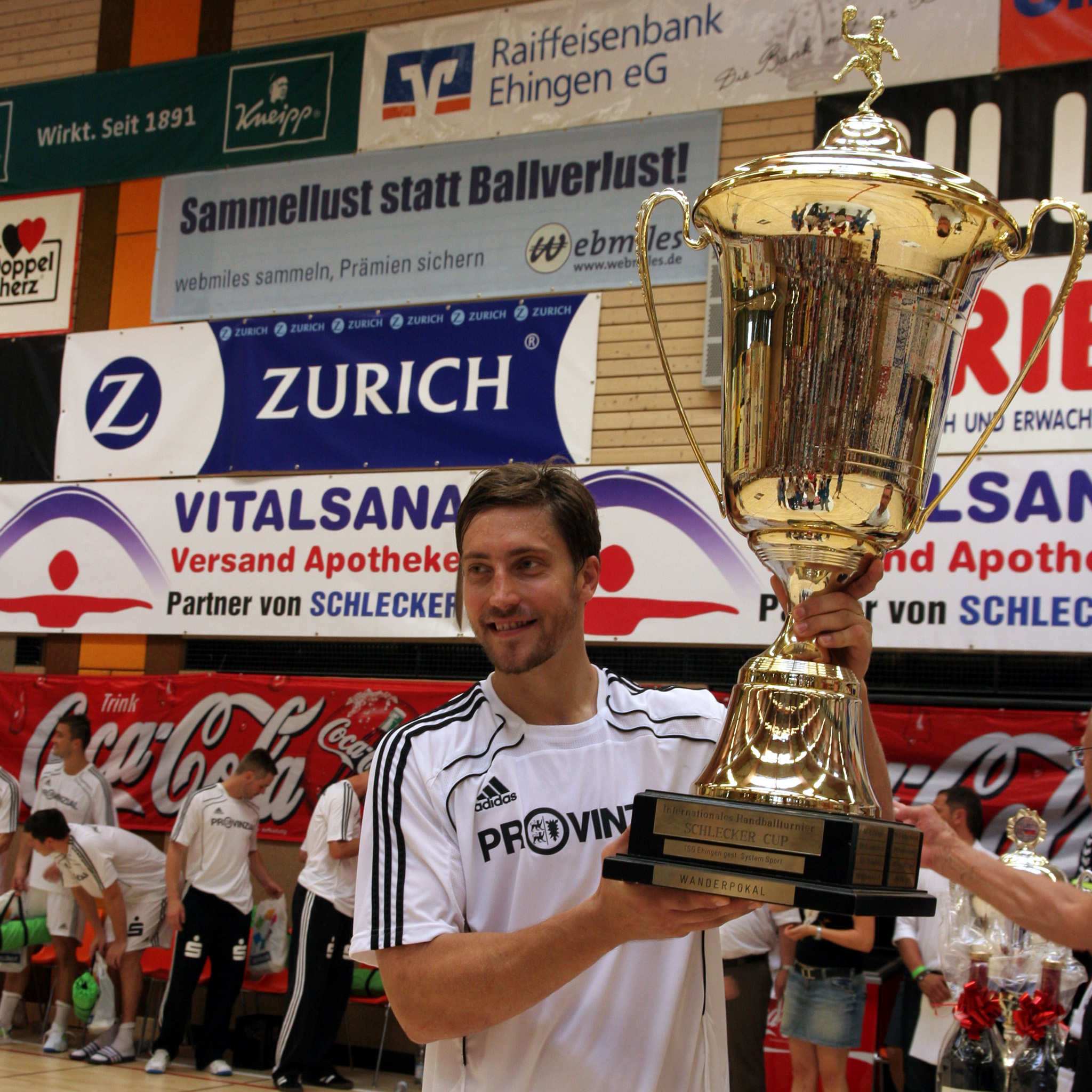
Marcus Ahlm var lagkapten mellan 2009 och 2013.